# Edward Burnett

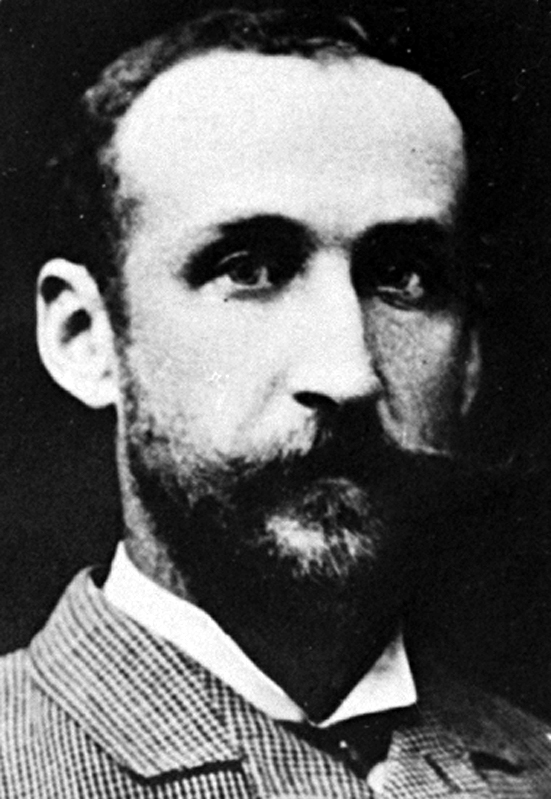
Edward Burnett

Edward Burnett (* 16. März 1849 in Boston, Massachusetts; † 5. November 1925 in Milton, Massachusetts) war ein US-amerikanischer Politiker. Zwischen 1887 und 1889 vertrat er den Bundesstaat Massachusetts im US-Repräsentantenhaus.

## Werdegang
Edward Burnett besuchte die St. Paul’s School und danach bis 1867 die St. Mark’s School in Southboro. Daran schloss sich bis 1871 ein Studium an der Harvard University an. Anschließend arbeitete er nahe Southboro in der Landwirtschaft. Politisch schloss er sich der Demokratischen Partei an. Bei den Kongresswahlen des Jahres 1886 wurde er im neunten Wahlbezirk von Massachusetts in das US-Repräsentantenhaus in Washington, D.C. gewählt, wo er am 4. März 1887 die Nachfolge von Frederick D. Ely antrat. Da er im Jahr 1888 nicht bestätigt wurde, konnte er bis zum 3. März 1889 nur eine Legislaturperiode im Kongress absolvieren.
Zwischen 1892 und 1900 war Burnett Generaldirektor der Flosham Farms in Madison (New Jersey); seit 1900 bis zu seinem Tod arbeitete er in New York City als Farm-Architekt. Er starb am 5. November 1925 in Milton und wurde in Southboro beigesetzt.